# 林肯鎮區 (密蘇里州克拉克縣)
林肯鎮區（英語：Lincoln Township）是位於美國密蘇里州克拉克縣的一個行政鎮區。

## 地方資料
林肯鎮區的面積為109.56平方千米，當中陸地面積為108.59平方千米，而水域面積為0.97平方千米。根據2020年美國人口普查的數據，當地共有人口2398人，而人口密度為每平方千米21.89人。